# قبة النبي
قبة النبي هي أحد قباب الحرم القدسي الشريف ببلدة القدس القديمة. ويعود تاريخ تشييدها إلى عام 1538 بأمر من محمد بك، والي غزة والقدس، ثم أعاد تشييدها السلطان العثماني عبد المجيد الأول عام 1845 الموافق لعام 945 هـ. تقع قبة النبي غرب قبة الصخرة، بجوار قبة المعراج داخل المسجد الأقصى المبارك. أما عن سبب تسميتها فيعتقد بعض المؤرخين أنها بنيت في المكان الذي صلى فيه النبي محمد إماماً بالأنبياء والملائكة في ليلة الإسراء، حيث تشير بعض النصوص إلى أنّ المعراج كان على يمين الصخرة، ويقول الباحثون إن هذا سبب تعدد القباب على يمين قبة الصخرة.

## تاريخها
تم بناء القبة في الأصل خلال العصر الأموي، ثم تم تدمير القبة لاحقًا على يد الصليبيين. عام 1539 أعيد بناء القبة على يد محمد بك، والي القدس العثماني في عهد سليمان القانوني. وكان آخر تجديد لها في عهد السلطان عبد المجيد الثاني.
ادعى العديد من الكتاب المسلمين، أبرزهم السيوطي والواسطي، أن موقع القبة هو المكان الذي أدى فيه محمد الأنبياء والملائكة السابقين في الصلاة ليلة الإسراء والمعراج قبل الصعود إلى السماء. وتشير وثائق الوقف من العصر العثماني إلى أن جزءًا من وقف المسجد الأقصى والسلطان الحسكي عمارة كان مخصصًا لصيانة إنارة سراج الزيت في قبة النبي كل ليلة.

## الوصف
قبة النبي هي قبة صغيرة ثمانية الشكل قاعدتها من ثمانية أعمدة رخامية رشيقة تحمل ثمانية من العقود الحجرية المدببة. يعد محراب النبي هو أول ما تم تشييده في هذه القبة، وقد أمر بتشييدها محمد بك في عهد السلطان العثماني سليمان القانوني عام 1538م. أما المحراب فهو على هيئة مستطيل رخامي لا يرتفع كثيرًا عن الأرض، وفي نهايته يظهر شكل ثلاثي الأضلاع أكثر ارتفاعًا من بقية المستطيل.